# Bataille de Eutaw Springs
Guerre d'indépendance des États-Unis
Batailles
Théâtre sud de la guerre d'indépendance des États-Unis (1780-1782)
- Siège de Charleston
- Monck's Corner
- Lenud's Ferry
- Waxhaws
- Mobley's Meeting House
- Ramsour's Mill
- Huck's Defeat
- Colson's Mill
- Rocky Mount
- Hanging Rock
- Camden
- Fishing Creek
- Musgrove Mill
- Wahab's Plantation
- Black Mingo
- Charlotte
- Kings Mountain
- Shallow Ford
- Fishdam Ford
- Blackstock's Farm
- Cowpens
- Cowan's Ford
- Torrence's Tavern
- Massacre de Pyle
- Wetzell's Mill
- Guilford Court House
- Fort Watson
- Hobkirk's Hill
- Fort Motte
- Augusta
- Ninety-Six
- House in the Horseshoe
- Chesapeake
- Eutaw Springs
- Lindley's Mill
- Yorktown
- Videau's Bridge
- Baie d'Hudson
- Combahee River

La bataille de Eutaw Springs eut lieu le 8 septembre 1781 dans le cadre de la guerre d'indépendance des États-Unis et fut le dernier engagement majeur des Carolines. 

## Le contexte
Elle opposa les troupes continentales du Général Greene et Lee aux colonnes britanniques du Lieutenant Stewart et se déroula près d'Eutaw Springs en Caroline du Sud.

## La bataille
Après l'arrivée de nouveaux renforts, Nathanael Greene, au début de l'année 1781, lance l'assaut sur les troupes britanniques aux abords d'Eutaw sur les bords du fleuve Santee.
Celui-ci est à la tête d'une armée d'environ 2200 hommes face à laquelle s'établissent des troupes britanniques fortes d'approximativement 2000 hommes.
Alors que la bataille fait rage, les pertes humaines se multiplient. On compte ainsi 500 hommes tués du côté américain et 700 morts côté britannique.
L'avantage numérique tourne donc logiquement en la faveur de Greene qui repousse les Britanniques sur Charleston qui sera d'ailleurs l'une des batailles les plus dures et participera également à l'aboutissement de la guerre dans le sud.

## Sources
- (en) « Battle of Eutaw Springs », sur HistoryOfWar.org